# Maryam Sūltanah Danil Ghaţţas
Maryam Sūltanah (in religione Maria Alfonsina) Danil Ghaţţas (in arabo ماري ألفونسين غطاس‎?; Gerusalemme, 4 ottobre 1843 – Ain Karem, 25 marzo 1927) è stata una religiosa palestinese, fondatrice delle Suore del Santo Rosario di Gerusalemme dei Latini: beatificata nel 2009, è stata proclamata santa da papa Francesco il 17 maggio 2015.

## Biografia
Nata a Gerusalemme, entrò a far parte della congregazione delle Suore di San Giuseppe dell'Apparizione con il nome di Maria Alfonsina.
Il 6 gennaio 1874 avrebbe avuto un'apparizione, ripetutasi l'anno successivo, nella quale la Vergine Maria l'invitava a fondare una nuova famiglia religiosa, con il nome di Congregazione del Santo Rosario.
Creata la nuova congregazione con l'aiuto del sacerdote Joseph Tannous, il 6 ottobre 1880 vestì il nuovo abito religioso, professando  i voti il 7 marzo seguente. Morì ad Ain Karem il 25 marzo 1927.

## Culto
Il 15 dicembre 1994 papa Giovanni Paolo II ha autorizzato la Congregazione per le Cause dei Santi a promulgare il decreto riguardante le virtù eroiche di Maria Alfonsina, riconoscendole il titolo di venerabile.
È stata proclamata beata il 22 novembre 2009 nel corso di una cerimonia celebrata nel piazzale della basilica dell'Annunciazione a Nazaret e presieduta dall'arcivescovo Angelo Amato, prefetto della Congregazione per le Cause dei Santi, in rappresentanza di papa Benedetto XVI.
Il rito di canonizzazione è avvenuta il 17 maggio 2015 insieme a quelli di Maria di Gesù Crocifisso e Maria Cristina dell'Immacolata Concezione.